# Iliriana Sulkuqi
Iliriana Sulkuqi (ur. 1951 w Elbasanie) – albańska pisarka i dziennikarka mieszkająca w Stanach Zjednoczonych.

## Życiorys
Studiowała na Akademii Wojskowej Skanderbega. Po ukończeniu edukacji służyła jako oficer w akademii i dziennikarka prasy wojskowej do 1995 roku, dochodząc do stopnia podpułkownika. Później pracowała dla wydawanej przez Związek Pisarzy Albańskich gazety Drita.
W 2004 przeprowadziła się do Nowego Jorku.
Jej prace były tłumaczone na angielski, włoski, grecki, bułgarski, rumuński i macedoński.

## Twórczość[2]
- Më kërkojnë sytë e nënës (1974)
- Ç’u fala stinëve që ikën?(1988)
- Të jesh grua (1990)
- Do të jetoj (1996)
- Kush ma vrau ofelinë (2000)
- Trokit dhe zgjo (2000)
- Për një mollë që hëngri Eva… (2002)
- Pulëbardhë në det’ të zi (2002)
- Shihemi në sy (2002)
- Lirika (2003)
- Hajku (2004)
- …Më kërkon falje’ (2004)
- Poezi (2007)
- Po plas (2009)